# Məmmədsabir
Məmmədsabir è un comune dell'Azerbaigian situato nel distretto di Şərur.  